# Trier-Feyen/Weismark
Feyen/Weismark ist einer der 19 Ortsbezirke der Stadt Trier in Rheinland-Pfalz und liegt im Trierer Süden. Er lässt sich in die Siedlungen Alt-Feyen, Weismark, Grafschaft und Castelnau unterteilen.

## Geographie

### Geographische Lage
Feyen-Weismark ist ein Ortsbezirk der kreisfreien Stadt Trier und befindet sich etwa 3,5 Kilometer südlich der Trierer Innenstadt. Der Ortsbezirk liegt an den Hangterrassen der westlich in Süd-Nord-Richtung fließenden Mosel. Die Weismark stellt den nördlichen Ortsteil des Ortsbezirks, Feyen den südlichen.
Im Westen bildet die Bahnstrecke Saarbrücken-Trier die Abgrenzung zum Ortsbezirk Trier-Süd mit dem Ortsteil St. Medard und dem Gelände der Benediktinerabtei St. Matthias. Nach Osten hin liegt der Ortsbezirk Heiligkreuz hinter den Parkanlagen der Mattheiser Weiher. Die Anlage ist ein beliebtes Erholungsgebiet an der Weismark, der Stadtgarten eines auf der Grafschaft. Südlich der Mattheiser Weiher befindet sich das Südbad. Das Südbad ist das größte und populärste Freibad der Stadt; das zweite der beiden Trierer Freibäder ist das Nordbad, im Ortsbezirk Trier-Nord.
Das Naturschutzgebiet Mattheiser Wald im Südosten und Süden ist eine zusammenhängende Waldfläche am Trierer Stadtrand, die nach jahrelanger militärischer Nutzung zur Ruhe kommen konnte und ein Fauna-Flora-Habitat darstellt. Der höchste Punkt des Stadtteils ist der Maarwiesberg mit 313,7 m ü. NN in der Nähe des ehemaligen Forsthauses Kobenbach im Süden mit seinen Ackerflächen, die an die Stadt Konz angrenzen.
Der Stadtteil wird durchflossen von verschiedenen Bächen, die in westlicher Richtung, von den Berghängen kommend in die Mosel fließen: Kobenbach, Winsbach, Klingelbach, Sandbach und Aulbach.

### Geologie
Geologisch ist der Boden im Bereich der Talaue direkt an der Mosel dem Quartär und dem Holozän zuzuordnen, vorwiegend mit Sand und Kies. Auf den älteren Terrassen, insbesondere dem Ortsteil der Grafschaft und westlich der Straße Auf der Weismark sind es Sand, Kies, Lehm, in den unteren Schichten dieser Terrassen aus dem Devon und Mitteldevon mit Schiefer durchsetzt. Ansonsten entstammen die Böden dem Devon und Unterdevon mit Hunsrückschiefer in den unteren Bodenschichten.
Landwirtschaftlich genutzte Flächen befinden sich in Nähe der Mattheiser Weiher mit Kleingärten, nördlich des Ortsteils Feyen Im Pfaffenbungert und Auf der Grucht eine zusammenhängende Fläche mit Nutz- bzw. Hausgärten und Weinbau (letzteres insbesondere an der Hangterrasse zur Bahnstrecke Saarbrücken-Trier), im Esterberg, Ahlenberg und Auf dem Carl mit Weinbau und südlich des Mattheiser Waldes zur Stadtgrenze nach Konz hin Ackerflächen in den Flurbezeichnungen Auf dem Berg, Roscheiderwild und Auf der Maarwies. In der Schätzung der landwirtschaftlich genutzten Flächen der Bodenschätzung durch die Finanzverwaltung ergibt sich eine Ackerzahl in der Regel von 20 bis 60, bessere Böden sind im Im Pfaffenbungert und in den Kleingärten an den Mattheiser Weihern mit Ackerzahlen von 60 bis 80.

### Klima
Feyen-Weismark liegt in der Trierer Talweite und ist durch ein westeuropäisch-atlantisches Klima geprägt, das durch milde Winter, gemäßigte Sommer und hohe jährliche Niederschlagsmengen gekennzeichnet ist. Dadurch gehört die Trierer Talweite auch zu den wärmsten Regionen Deutschlands.
Im Vergleich in einer Zeitspanne von 30 Jahren (1981–2010), d. h. in einem langjährigen Mittel sind es beim Niederschlag 650 bis 800 mm, im Bereich der Höhen des Stadtteils 800 bis 950 mm, der Temperatur der mittleren Tagesmitteltemperatur 10 bis 12,5 Grad Celsius bzw. 7,5 bis 10 Grad Celsius, der mittleren Tagesmaxiumumtemperatur 12,5 bis 15 Grad Celsius, der mittleren Tagesminimumtemperatur 6 bis 8 Grad Celsius bzw. 4 bis 6 Grad Celsius und einer Sonnenscheindauer von 1500 bis 1575 Stunden im meteorologischen Jahr.
An Klimatologischen Kenntagen sind es an Eistagen 10 bis 20 bzw. von 20 bis 30 Tage, an Frosttagen 40 bis 60 bzw. 60 bis 80 Tage, an Sommertagen 40 bis 50 bzw. 30 bis 40 Tage, an Heißen Tagen 10 bis 15 bzw. 5 bis 10 Tage.

## Bevölkerung
Feyen-Weismark hat derzeit 6890 Einwohner (31. Dezember 2018, Ergebnis des MESO-Einwohnerbestandes und Berechnungen der Stadt Trier). Der Einwohneranteil an der Stadt Trier beträgt ca. 6,2 %. Von den 6890 Einwohnern sind 3549 (51,5 %) weiblichen und 3341 (48,5 %) männlichen Geschlechtes. Als Hauptwohnsitz nutzen 6811 (98,8 %) und 79 (1,2 %) Einwohner als Nebenwohnsitz den Stadtteil. 6282 (91,2 %) Einwohner sind Deutsche und 609 (8,8 %) Einwohner sind Ausländer.

### Altersstruktur
Die Einwohner gliedern sich in der Altersstruktur (31. Dezember 2018, Ergebnis des MESO-Einwohnerbestandes und Berechnungen der Stadt Trier), in 10-Jahres-Gruppen, wie folgt auf:
| Altersgruppe in Jahren | Einwohnerzahl | Einwohnerzahl in % |
| ---------------------- | ------------- | ------------------ |
| 0–10                   | 753           | 10,9               |
| 10–20                  | 574           | 8,3                |
| 20–30                  | 882           | 12,8               |
| 30–40                  | 764           | 11,1               |
| 40–50                  | 829           | 12,0               |
| 50–60                  | 886           | 12,9               |
| 60–70                  | 758           | 11,0               |
| 70–80                  | 509           | 7,4                |
| 80–90                  | 428           | 6,2                |
| 90 und älter           | 95            | 1,4                |

### Einwohnerentwicklung
Die älteste Einwohnerzahl für Feyen stammt aus dem Jahre 1563, damals lebten hier 40 Menschen. Über Jahrhunderte blieb der Ort so klein, zeitweise sank die Zahl der Bewohner sogar. 1702 gab es 35 Bewohner. In napoleonischer Zeit und zu Beginn der preußischen Zeit stieg ihre Zahl so langsam.:285
Der Stadtteil wuchs kontinuierlich, seit den 1930er Jahren, zunächst durch den Bau der „Siedlung“ im Bereich Weismark, ab 1977 durch das Baugebiet Grafschaft, ab 1999 durch Übernahme und teilweise Neubauten im Bereich der ehemaligen Wohnsiedlung der französischen Streitkräfte und aktuell durch die Umwandlung der Konversionsfläche der ehemaligen Kaserne Castelnau. Zeitweise war aber auch eine gewisse Stadtflucht festzustellen.
Die nachfolgenden Einwohnerzahlen ab 1970 sind der Gemeindestatistik und Berechnungen der Stadt Trier, jeweils zum Stichtag 31. Dezember, entnommen:
| Jahr | Einwohnerzahl |
| ---- | ------------- |
| 1563 | 40            |
| 1702 | 35            |
| 1787 | 157           |
| 1815 | 265           |
| 1850 | 435           |
| 1950 | 851           |
| 1970 | 3826          |

| Jahr | Einwohnerzahl |
| ---- | ------------- |
| 1980 | 3508          |
| 1990 | 3609          |
| 2000 | 5272          |
| 2005 | 6034          |
| 2010 | 5743          |
| 2015 | 6095          |
| 2019 | 7081          |

### Religion
Feyen-Weismark, wie die gesamte Umgebung von Trier, ist römisch-katholisch geprägt. Der Stadtteil gehört seit Herbst 2003 zur Kirchengemeinde Trier St. Matthias. Die Kirchengemeinde besitzt innerhalb des Stadtteils eine Filialkirche, St. Valerius, die ehemalige Pfarrkirche der gleichnamigen Pfarrei.
Nur ein kleiner Teil der Bevölkerung gehört der evangelischen Kirche an und ist der evangelischen Kirchengemeinde Trier zugehörig. Eine eigene evangelische Kirche im Bereich des Stadtteils existiert nicht.
Als weitere Weltanschauung besitzen die Zeugen Jehovas ein Gemeindezentrum innerhalb des Stadtteils.

## Kommunalpolitik

### Ortsbeirat
- SPD: 5
- Grüne: 3
- UBT: 1
- FDP: 1
- CDU: 5

Feyen-Weismark bildet einen Ortsbezirk. Dem Ortsbeirat gehören 15 Beiratsmitglieder an, den Vorsitz im Ortsbeirat führt der direkt gewählte Ortsvorsteher.
Seit der Kommunalwahl am 9. Juni 2024 setzt sich der Ortsbeirat wie folgt zusammen:
- SPD: 5 Sitze
- CDU: 5 Sitze
- Grüne: 3 Sitze
- UBT: 1 Sitz
- FDP: 1 Sitz

Für historische Daten zum Ortsbeirat siehe die Ergebnisse der Kommunalwahlen in Trier.

### Ortsvorsteher
Dirk Steffens (SPD) wurde am 10. Juli 2024 Ortsvorsteher von Trier-Feyen/Weismark. Bei der Direktwahl am 9. Juni 2024 hatte er sich mit einem Stimmenanteil von 58,8 % gegen den CDU-Mitbewerber durchgesetzt und wurde damit für fünf Jahre gewählt.
Steffens Vorgänger Rainer Lehnart (SPD) hatte 2024 nicht erneut als Ortsvorsteher kandidiert. Zuletzt war er am 26. Mai 2019 mit 59,8 % der Stimmen gewählt worden, seine Herausforderin Sabine Schulz-Gerhardt (CDU) erreichte damals 40,2 %. Bei der Kommunalwahl am 25. Mai 2014 setzte er sich bei der Wahl als Ortsvorsteher mit 61,4 % der Stimmen gegen seinen Konkurrenten von der CDU, Andreas Dalpke, mit 38,6 % bei einer Wahlbeteiligung von 47,1 % durch. Bei den Wahlen zuvor am 7. Juni 2009 erreichte Lehnart zunächst nicht die erforderliche absolute Mehrheit gegenüber Michael Jacoby von der CDU und gegen Oliver Müller-Hammerschmidt von der FDP. Erst bei der Stichwahl am 21. Juni 2009 entschied sich das Wählervotum mit 53,7 % für ihn und gegen Michael Jacoby mit 46,3 % bei einer Wahlbeteiligung von 19,3 %.
Lehnarts Vorgänger im Amt des Ortsvorstehers waren Anton Junk (CDU), Wolfgang Konder (CDU) und Michael Jacoby (CDU).

## Geschichte

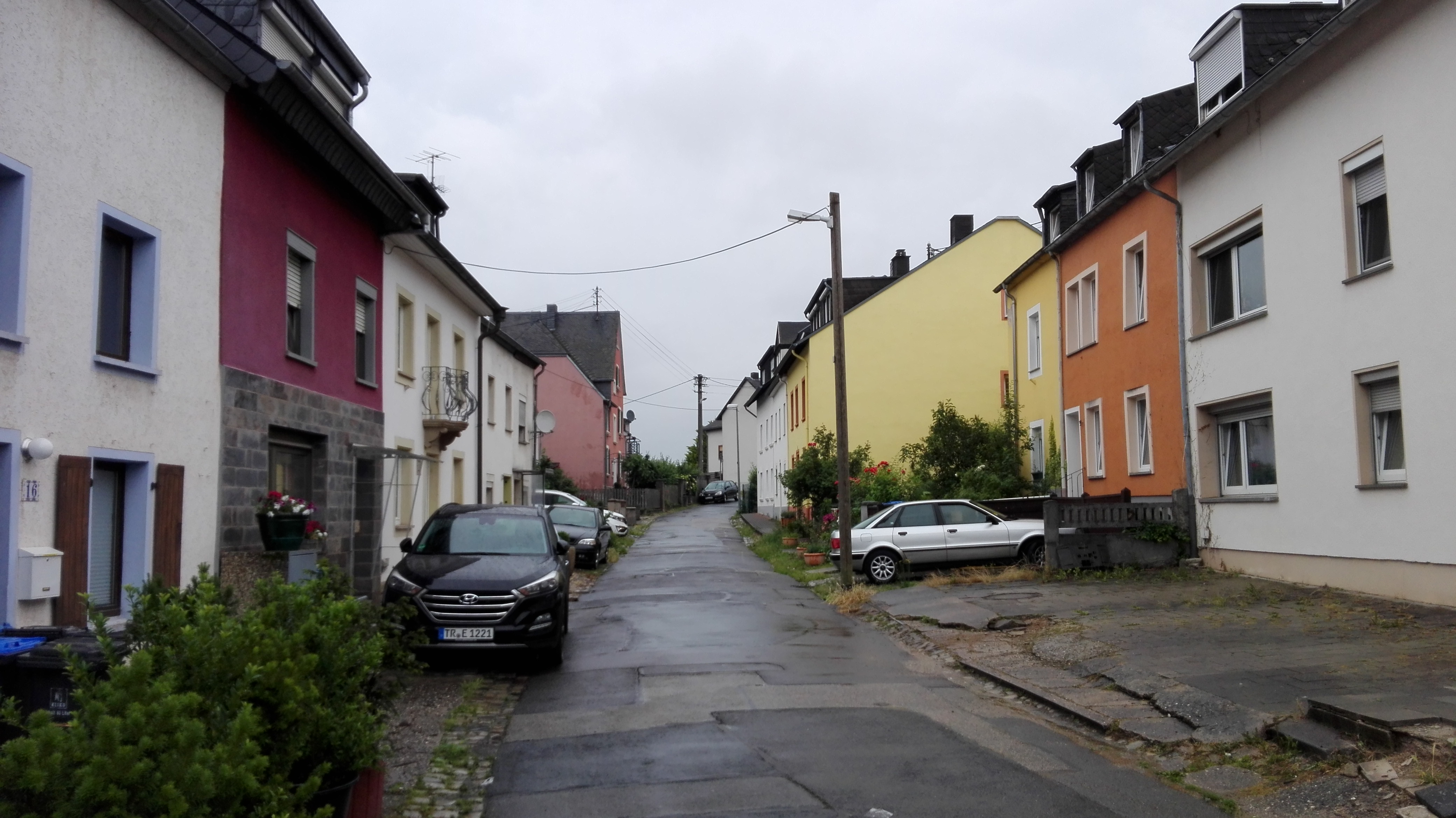
Feyener Weg, Teil des Ortskerns von Feyen

### Feyen
Der Name Feyen beruht auf dem als „Vienna“ überlieferten keltischen Fluss- oder Bachnamen (siehe Vianden, Vienne/Frankreich, Wien). Im Jahre 1401 wird Feyen noch als „Vianden bei Enxstrich“ bezeichnet. Das Dorf gehörte zuletzt zur Gemeinde Sankt Matthias-Medard-Feyen, die 1912 in die Stadt Trier eingemeindet wurde.

### Weismark
Weismark ist wohl eine Klammerform aus „weiße (Wacken) Mark“. Das Wort Mark bezeichnet Grenzscheide. In Nähe der heutigen Straße Auf der Weismark stand eine „Marck“ als Grenzscheide des Hoheitsgebietes der Benediktinerabtei St. Matthias und der ehemaligen Abtei St. Irminen. Spätestens in den 1920er Jahren entstanden erst im Norden, westlich des Mühlenweihers, und in den 1930er Jahren im Süden (hier als genossenschaftliche Kleinsiedlung) jeweils Baugebiete, die in der Nachkriegszeit zusammenwuchsen.

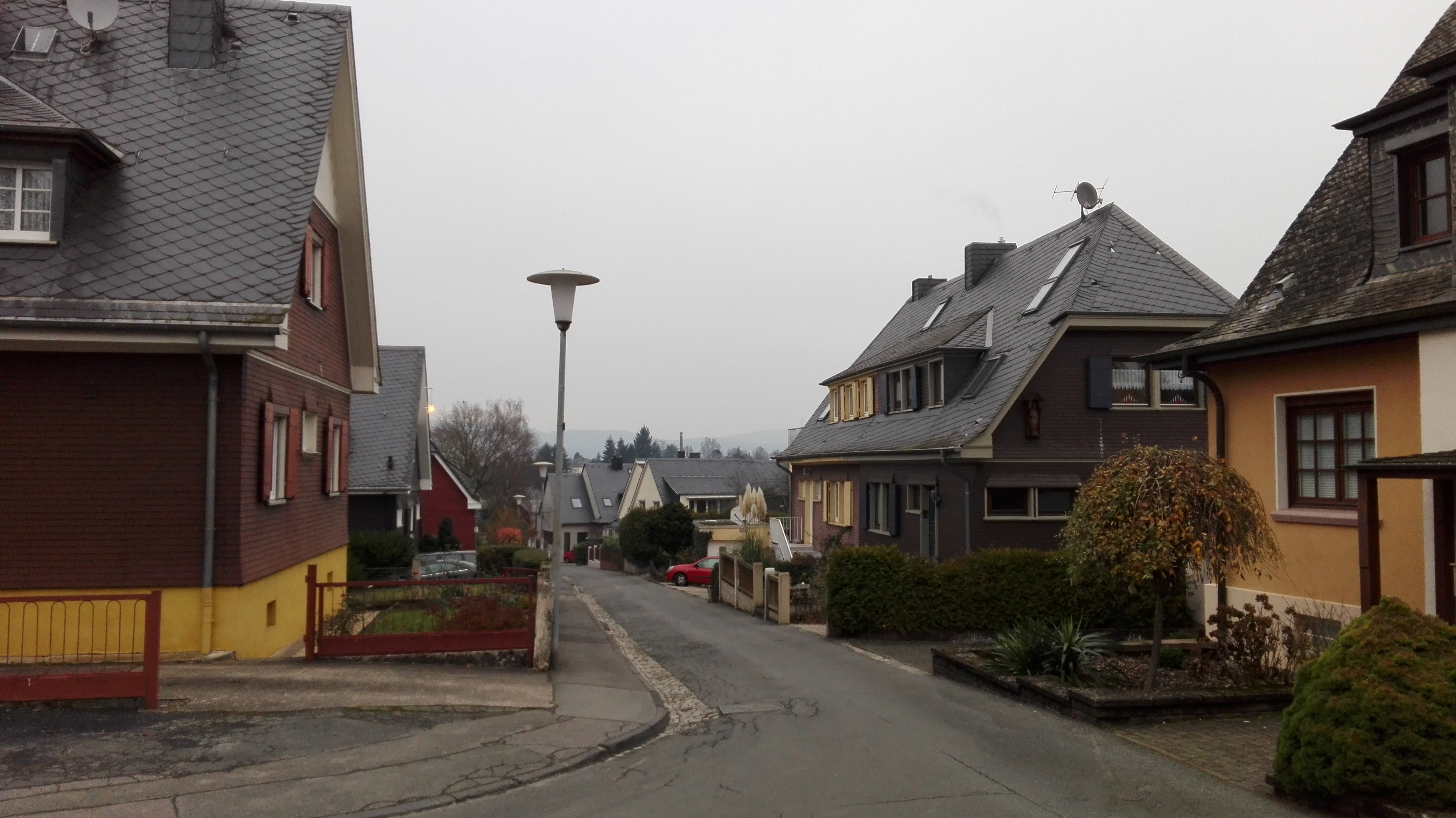
Kyrianderstraße, Bebauung der 1920er Jahre
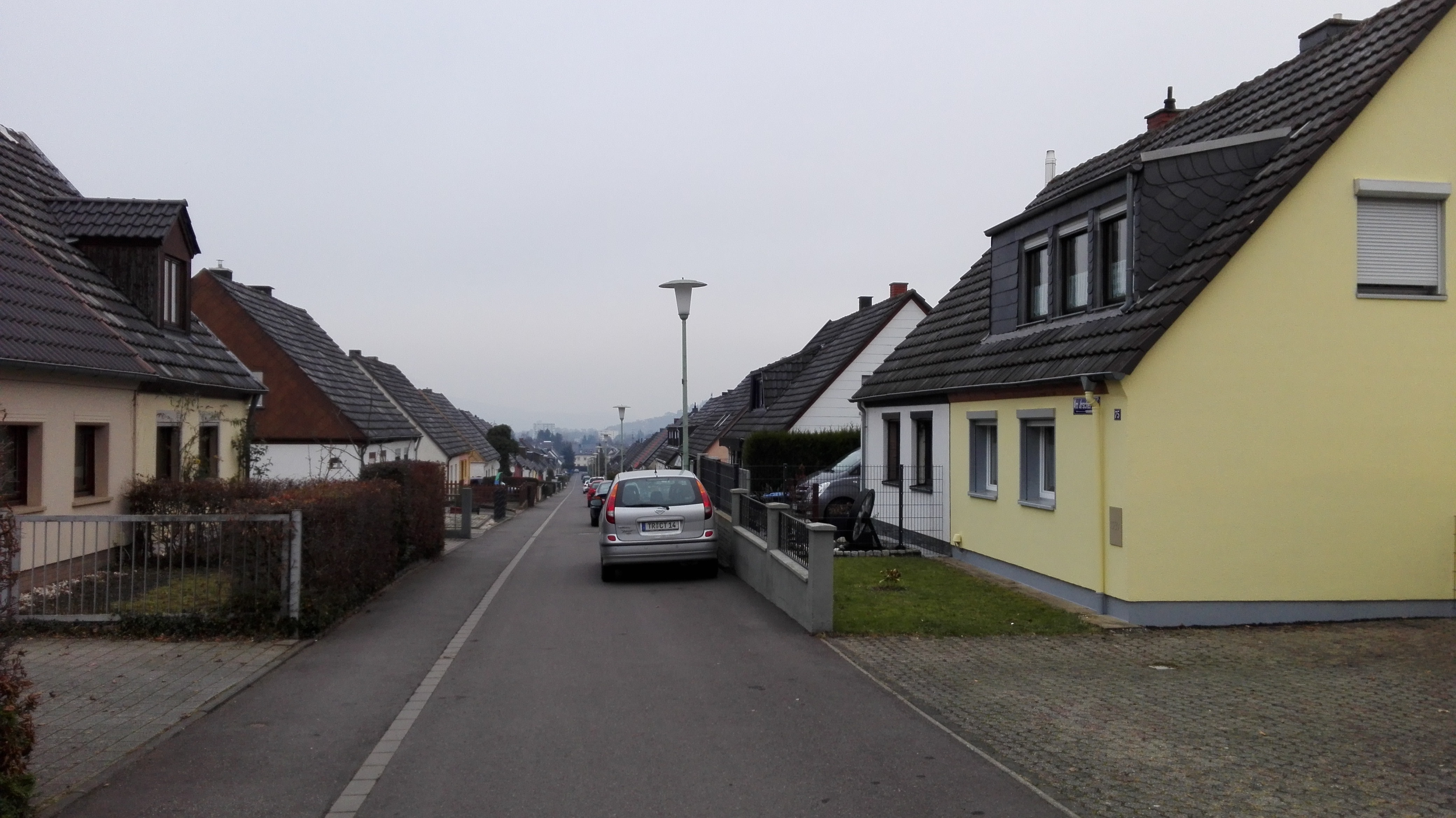
Am Irscher Hof, Bebauung 1932–1933

### Grafschaft
Grafschaft leitet sich her von einem Flurnamen, welcher sich auf dem Bann von Feyen befindet. Feyen gehörte in fränkischer Zeit zur Trierer Grafschaft. Die Siedlung wurde Ende der 1970er Jahre angelegt und später erweitert.

### Castelnau
Castelnau weist auf die Infanterie-Kaserne Trier-Feyen hin, die in den Jahren 1938/39 im Zuge der sog. Wiederaufrüstung des NS-Regimes auf einem bis dahin unbebautem Gelände entstanden ist. Nach Ende des Zweiten Weltkrieges übernahmen die französischen Streitkräfte die Kaserne und benannten sie zur Erinnerung an den französischen General Noël de Castelnau Quartier Castelnau. Im Umfeld entstand Mitte/Ende der 1950er Jahre eine Wohnsiedlung für französische Militärangehörige. 
Nach dem Abzug des französischen Militärs 1999 wird eine neue Nutzung des Konversionsgeländes umgesetzt: Während die Wohngebäude in den Folgejahren saniert und verkauft worden sind, lag das Kasernenareal über zehn Jahre brach. Seit 2011 wurde auch die Umnutzung der Kaserne zu Wohnzwecken geplant und umgesetzt. In diesem Bereich entstand im Rahmen des „Einzelhandelskonzepts Trier 2025+“ im Quartier Castelnau ein komplett neues Nahversorgungszentrum mit Einrichtungen von Einzelhandel, Dienstleistern und medizinischer Versorgung. Für den Bereich des früheren Militärübungsgeländes im angrenzenden Mattheiser Wald war in den 2000er Jahren zwischenzeitlich ein Handwerkerpark geplant. Das Projekt wurde verworfen. Inzwischen entsteht hier das Neubaugebiet Castelnau Mattheis. Nach einer Altlastensanierung und dem Rückbau von Militärbauten erfolgte im Oktober 2020 der Spatenstich für die Infrastrukturmaßnahmen.

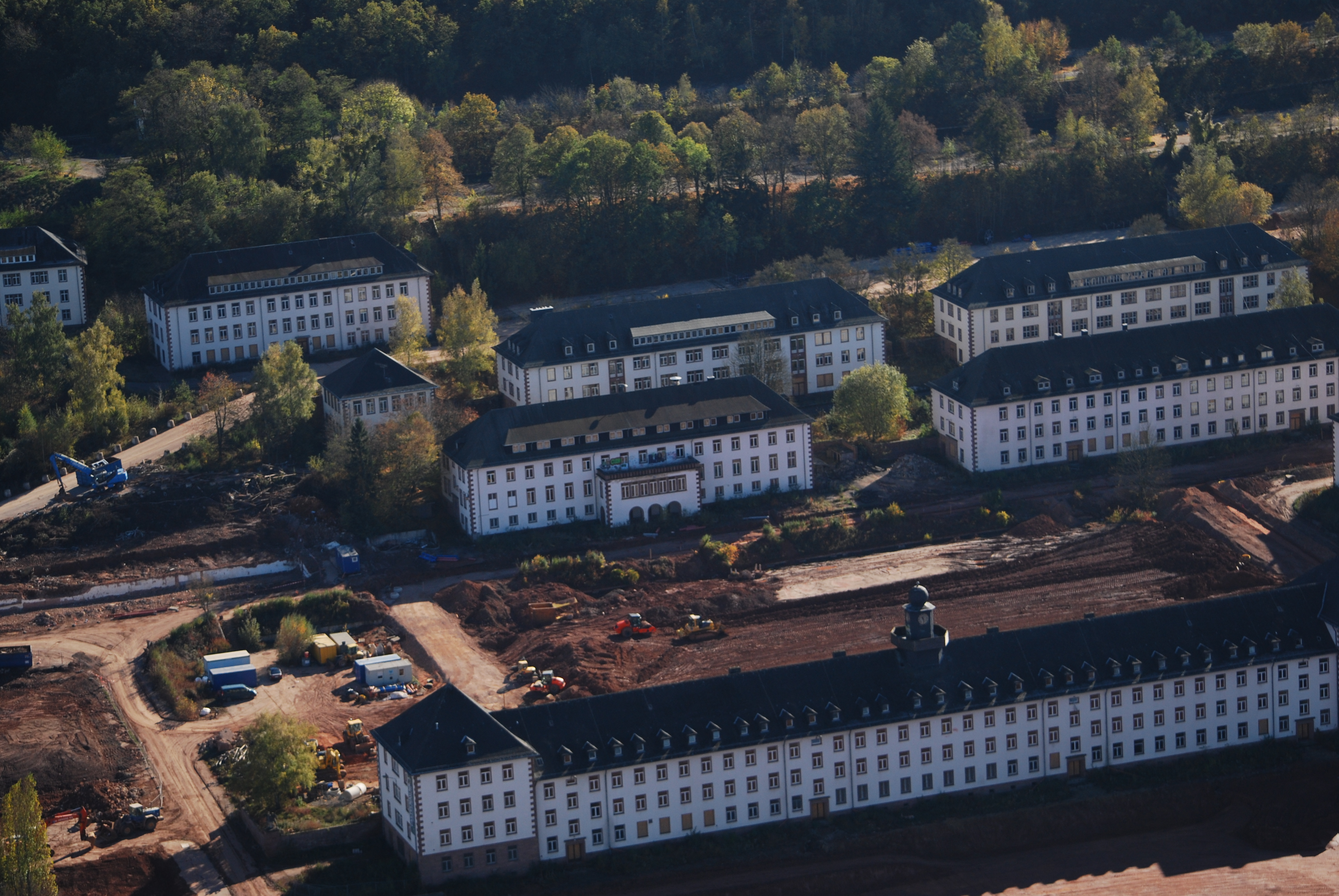
Gebäude der Kaserne Feyen/Castelnau zu Beginn der Umbauphase (2012)
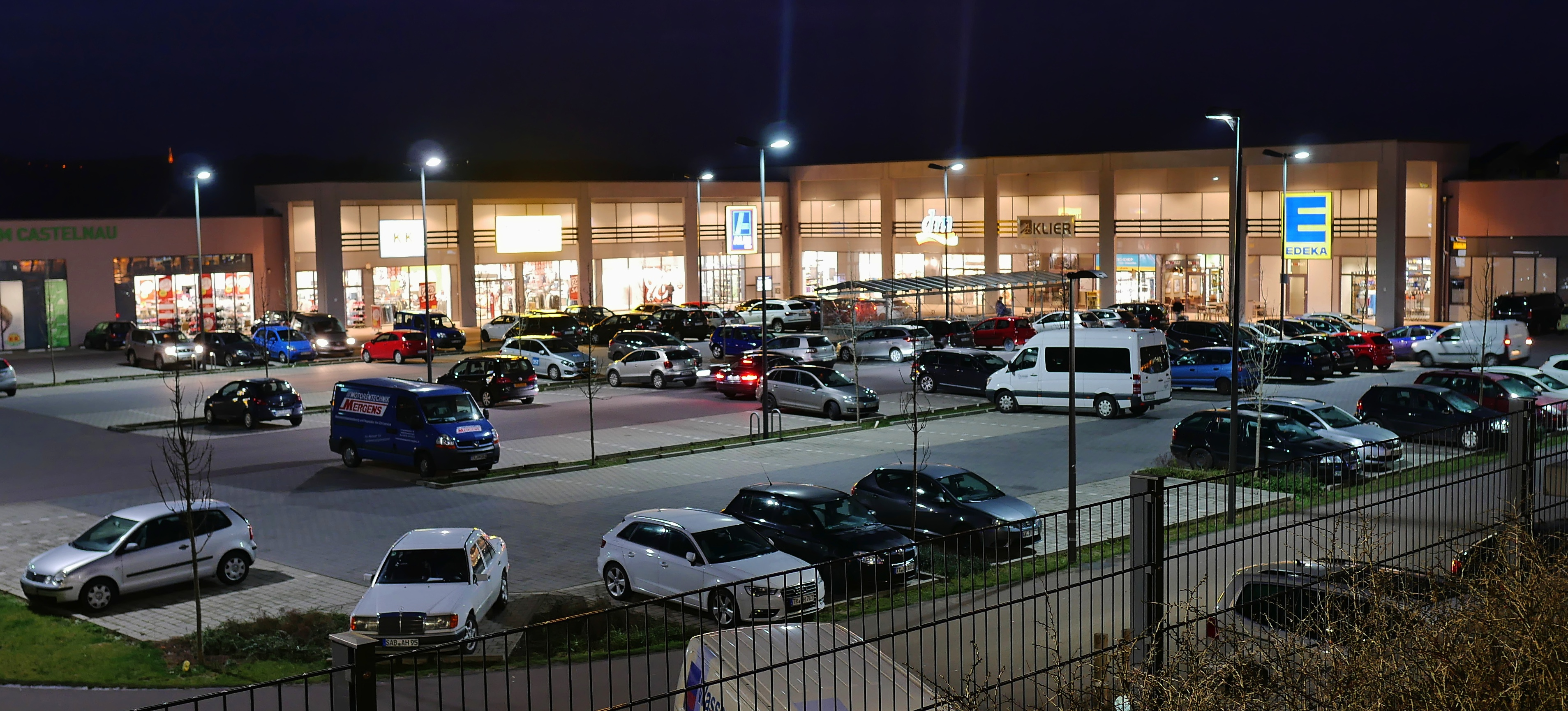
Einkaufszentrum Castelnau

## Kultur und Sehenswürdigkeiten

### Bauwerke
Siehe auch: Liste der Kulturdenkmäler in Trier-Feyen/Weismark

### Kapelle St. German

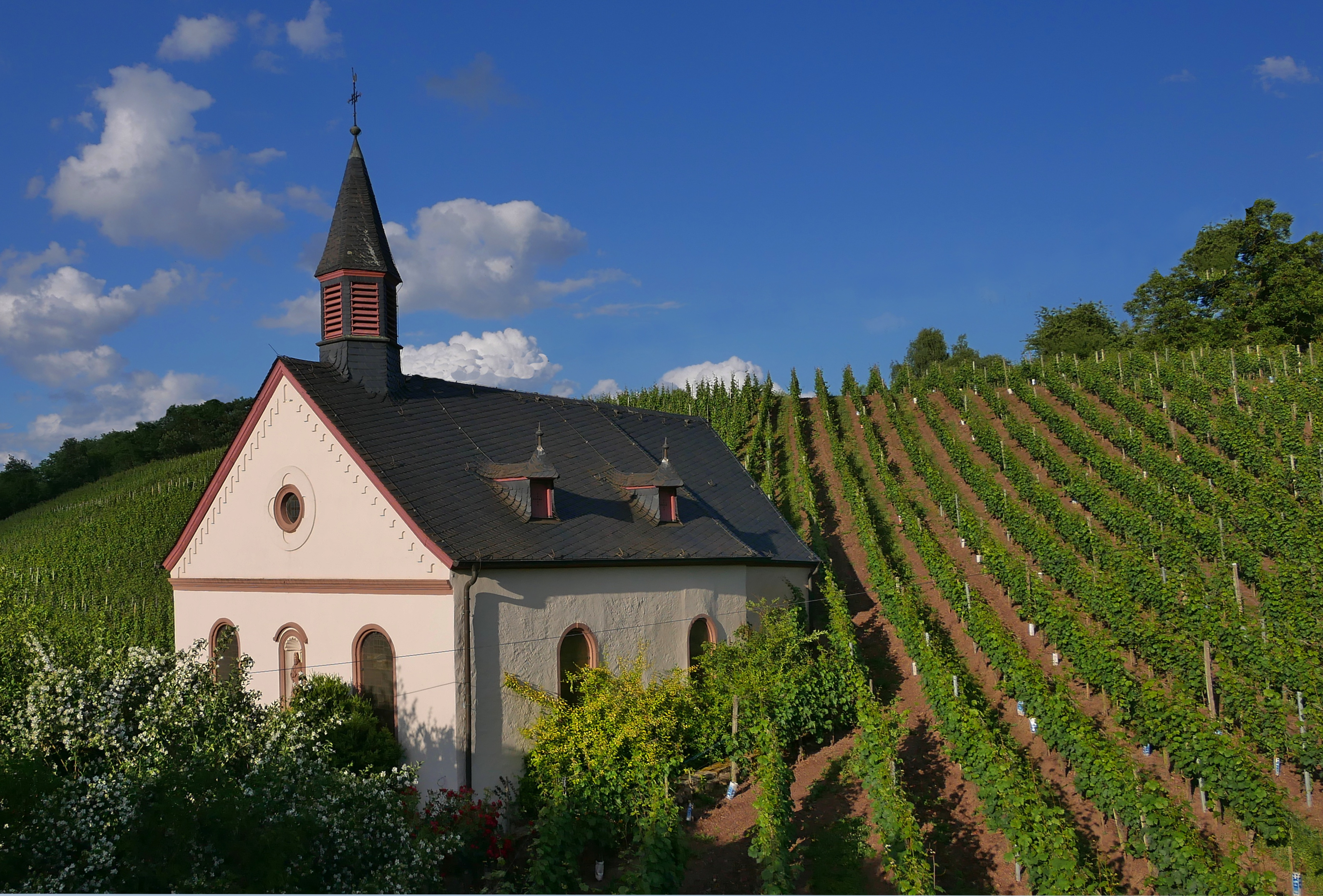
St. German ad undas

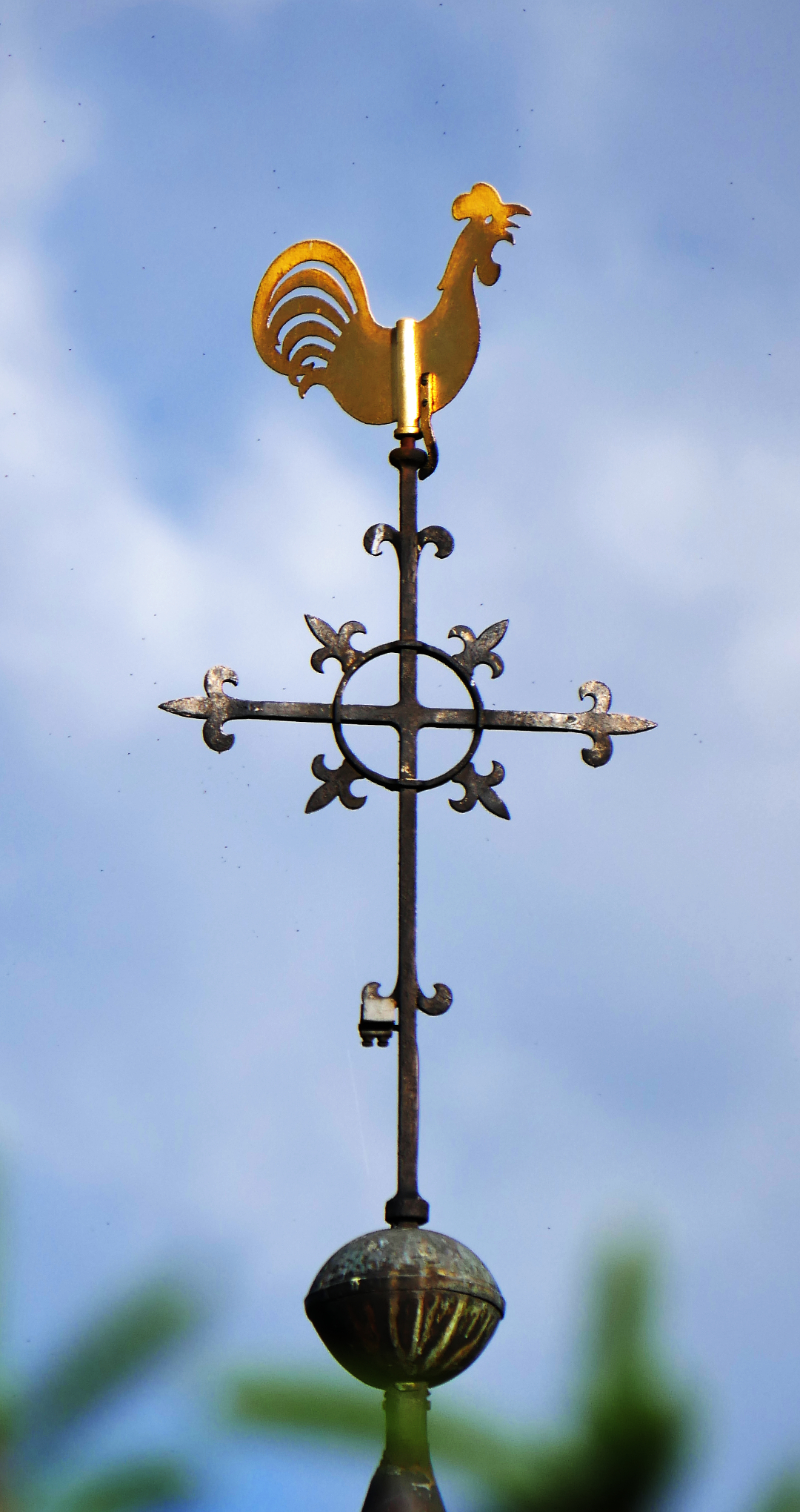
Wetterhahn der Kapelle St. German ad undas

Die katholische Kapelle St. German ad undas (bei den Wellen / am Moselufer) befindet sich im Weinberg oberhalb eines Gehöftes im Bogen der Hochstraße über die Bahngleise der Bahnstrecke Saarbrücken-Trier in der Pellinger Straße.
Der Kirchenbau von St. German ist von Interesse als historischer Ort, der schon in spätrömischer Zeit mit einer größeren suburbanen Anlage einschließlich eines Gräberfeldes belegt war. Bei einer Sanierung in den Jahren 1988/1989, auch mit Erneuerung des Dachstuhls und neuer Schiefereindeckung, wurde römischer Estrich und römisches Mauerwerk im Aufgehenden nachgewiesen. An der Stelle der römischen Anlage entstand im 13. Jahrhundert ein Kloster, später ein Gutshof des Klosters St. Irminen, der mit der Säkularisation in private Hände überging.
Das säkularisierte Gebäude wurde zunächst als Wohnhaus genutzt, vom damaligen Besitzer, dem Erbhofbauern Müller, im Jahre 1848 wieder zu einer Kapelle umgebaut und der Pfarrgemeinde St. Matthias zum Gottesdienst für den Ort Feyen eingeräumt. Im Jahre 1899 wurde ein Umbau vorgenommen. Im Jahr 1942 löste die neu gegründete Expositur St. Valerius die Pfarrgemeinde St. Matthias ab. Am 4. November 1944 wurde die Kapelle durch Bomben beschädigt. Am 11. November 1945 wurde mit einer Notkirche in Form einer Baracke an der Straßengabelung Am Sandbach/Zum Pfahlweiher ein neuer Gottesdienstraum eingeweiht, der im Herbst 1954 mit der Fertigstellung der katholischen Kirche St. Valerius in der Bornewasserstraße abgelöst wurde. Die Kapelle St. German war indes 1948 wiederhergestellt worden.
Die Kapelle ist ein geputzter Satteldachbau mit eingezogenem Rechteckchor und Giebeldachreiter. Die Fassade ist gegliedert durch ein mittiges Portal mit darüberliegender Muschelnische, in der die Tonfigur des hl. Germanus steht, flankiert von zwei hohen rundbogigen Fenstern und abgeschlossen durch einen Dreiecksgiebel mit zentralem Okulus und steigenden Rundbogenfriesen. Im Innern erhalten ist ein Fußboden aus Mettlacher Zierfliesen und Resten von Altaraufbauten.:287 ff.
Bemerkenswert ist das besondere Patrozinium: die Kapelle ist der einzige geweihte Sakralbau im gesamten alten Erzbistum Trier, der dem hl. Germanus zubedacht ist. Es stellt sich aber die Frage, nach welchem heiligen Germanus die Kapelle eigentlich benannt ist.
Für Georg Christoph Neller scheint, wie für viele Bewohner von St. Germanus, klar zu sein, dass es sich hier um den Hl. Germanus von Auxerre handelt. Sein einzig bekannter Bezug zu Trier ist seine Reise mit Bischof Severus (von Ravenna?) von Trier nach England. Dort wollten die beiden Bischöfe die pelagianische Häresie bekämpfen. Ob Germanus von Auxerre und Bischof Severus von Ravenna sich tatsächlich begegnet sind, muss wegen der festgestellten Lebensdaten in Frage gestellt werden (Germanus von Auxerre † 31. Juli 448 in Ravenna, Severus von Ravenna † 1. Februar 344). Christoph Brower und Jacob Masen stellten erstmals eine anderslautende Version vor: Ihrer Meinung nach handelt es sich beim Patron der Kirche um St. Germanus von Granfelden. Germanus von Granfelden entstammte einer Trierer Senatorenfamilie und war Bruder des Bischofs Numerian. Zu dieser Zeit wurde auch das Kloster St. Irminen/Oeren gegründet, welches auch die Grundherrschaft des Geländes übernahm, auf die die Kapelle von St. German ad undas später errichtet wurde.

### Kirche St. Valerius

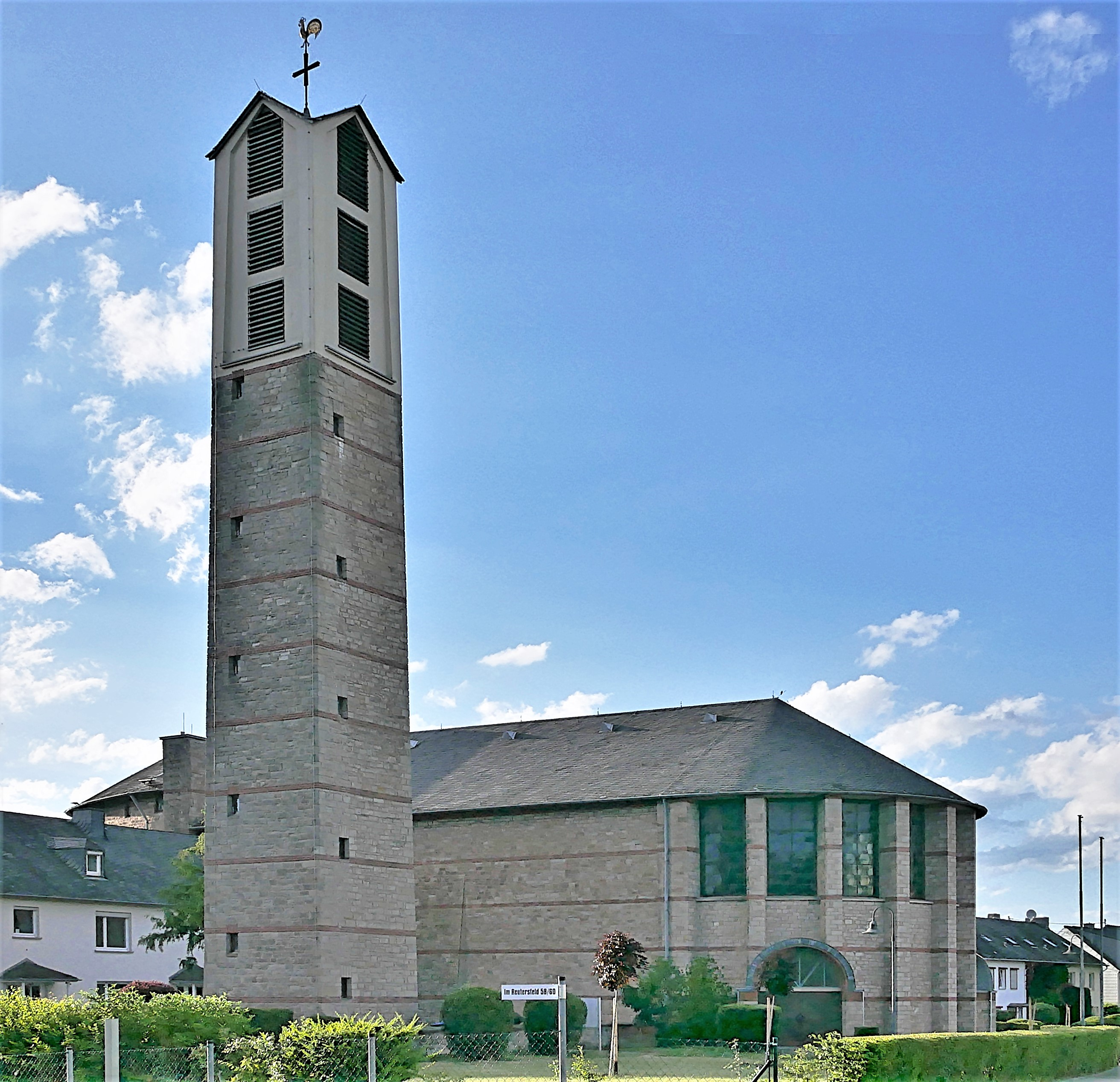
St. Valerius von Südosten

Die katholische Kirche St. Valerius findet sich am südwestlichen Ende der Bornewasserstraße, am Rande der Siedlung Weismark, angrenzend an die ehemalige Wohnsiedlung für französische Militärangehörige und der dahinter gelegene Siedlung Feyen.
Als Patron der Kirche gilt der heilige Valerius, der zweite Bischof von Trier, der in der Krypta der Abtei- und Pfarrkirche St. Matthias seine letzte Ruhestätte gefunden hat.
Der Kirchbau wurde in den Jahren 1953/1954 errichtet nach den Plänen des Architekten und damaligen Trierer Baurates Alfons Leitl und bereits im Oktober 1954 zum ersten Gottesdienst genutzt, die Kirchweihe erfolgte jedoch erst im Juni 1982. Der Sakralbau wurde zur Pfarrkirche der gleichnamigen Kirchengemeinde St. Valerius, seit September 2003 Filialkirche der neu gegründeten Kirchengemeinde St. Matthias.
Der gewestete, lang gestreckte Bau mit halbrunder, durch Strebepfeiler gegliederter Fassade besitzt unter dem Altarraum des ellipsoid abschließenden Chores eine durch Ausnutzung der Hanglage entstandene Krypta. Südlich schließen sich Sakristei und Pfarrhaus an, der freistehende Glockenturm (Campanile) ist in die Umfassungsmauer des Pfarrhaushofes einbezogen. Die Kirche enthält Bildhauerarbeiten von Willi Hahn wie die Sandsteinplastik über dem Hauptportal und den Kreuzwegstationen und Bronzeplastiken von Ernst Alt (Altarkreuz, Ambo, Tabernakeltür, Osterleuchter).

### Schammat-Kreuz
Im unteren Bereich der Straße Auf der Weismark befindet sich das 1669 errichtete sogenannte Schammat-Kreuz. Seinen Namen erhielt der Bildstock im Volksmund, da er an der Mauer des Schammats, dem Besitz der Benediktinerabtei St. Matthias, errichtet wurde. Die Inschrift unter der Kreuzigungsgruppe besagt, dass der Brunnen- und Wasserleitungsbauer („Bronnenleyder“) Christian Baur mit seiner „Hausfrau“ Sofia den Bildstock gestiftet hat. Unter der Inschrift ist die Wappenkartusche des Stifters mit einem Pfeil und einem Winkel dargestellt. Die Männer der Familie Baur aus St. Matthias sind im 16. und 17. Jahrhundert als Brunnenbauer urkundlich belegt. Wegen der Ähnlichkeit der handwerklichen Gestaltung und der zeitlichen und räumlichen Nähe um die Abtei St. Matthias wird vermutet, dass das Schammat-Kreuz ebenso wie die Exemplare Am Bildstock (1673) und das Schneiderskreuz (1668) in der Saarstraße aus derselben Steinmetzwerkstatt stammen.

### Bildstock
Der „Bildstock“, auch „Canener Kreuz“, benannt nach der in der Nähe liegenden Flurbezeichnung „Im Kahnen“, befindet sich beim Zusammentreffen der alten Wege aus St. Matthias (Straße Auf der Weismark), aus Feyen (Zum Pfahlweiher / Auf der Weismark) und aus Mariahof (An der Härenwies). Der im Jahre 1673 errichtete Bildstock besteht aus hellem Sandstein. Vom Schaft, dem ein Pilaster mit einer an einem dreifachen Seil hängenden Pflugschar vorgelegt ist, fehlt das obere Viertel. Das breit ausladende Kapitell bezeichnet: JOHANNES VON EIRZ HAT DIESES KREUTZ ZU EHREN DER MARTER CHRISTI UND MARIA LASSEN AUFRICHTEN 1673. Darüber befindet sich über einem bügelförmigen Abschlussgesims eine Pietà, rechts daneben ein Heiliger mit einem vor ihm knienden Stifter. Die Oberflächen sind stark beschädigt.
Der Bildstock, an der Einmündung zur Straße Auf der Weismark, der der hier abzweigenden Straße Am Bildstock 1934 den Namen gab, ist als historische Wegmarke und als Zeugnis der Volksfrömmigkeit von Bedeutung.:288

### Kriegerdenkmal mit Wegekreuz
An der Abzweigung der Straße Am Knie von der Pellinger Straße aus befindet sich ein Wegekreuz aus hellem Sandstein, mit eingearbeitetem Korpus, die Kreuzecken verbreitert und mit Rocaillen besetzt, am Fuß mit dem Jahr 1766 datiert. Es ist der Überlieferung nach anlässlich der Überwindung einer Pockenepidemie im alten Ortsmittelpunkt aufgestellt.
Eine ungewöhnliche Umdeutung des Wegekreuzes in ein Kriegerdenkmal geschah im Jahre 1933: Bei der Einbeziehung in ein Kriegerdenkmal wurde der Schaft erneuert, zu seinen Seiten sind Tafeln mit den Namen der Gefallenen hinzugefügt, nach dem Zweiten Weltkrieg wurde auf dem Schaft selbst die Jahreszahlen 1939 und 1945 eingemeißelt.:288
An diesem Ort wird am Morgen des Volkstrauertages der Toten der Weltkriege mit einer Kranzniederlegung durch die kulturtragenden Vereine des Stadtteiles gedacht (zurzeit nur durch den Musikverein Trier-Feyen).

### Pestkreuz
Das Pestkreuz, an der Einmündung des Feyener Weg in die Pellinger Straße, wurde vermutlich um 1872 errichtet, nachdem im Jahre 1870 in Feyen eine Viehseuche ausgebrochen war, der etwa 40 Rinder zum Opfer fielen.
Die Rinder wurden in einer Sandgrube begraben, an den Rand der Grube setzen die Feyener das Pestkreuz. Zur gleichen Zeit fand der Deutsch-Französische Krieg statt (1870–1871). Die Originalinschrift lautete: Im Kreuz ist Heil. Vor Pest, Hunger und Krieg bewahre uns o Herr. Errichtet ... . Es wurde mehrmals restauriert, zuletzt 1982 durch den Männer-Gesang-Verein Trier-Feyen. Die neue Inschrift lautet: Der Herr bewahre uns vor Pest, Hunger und Krieg.

### Wegekreuze

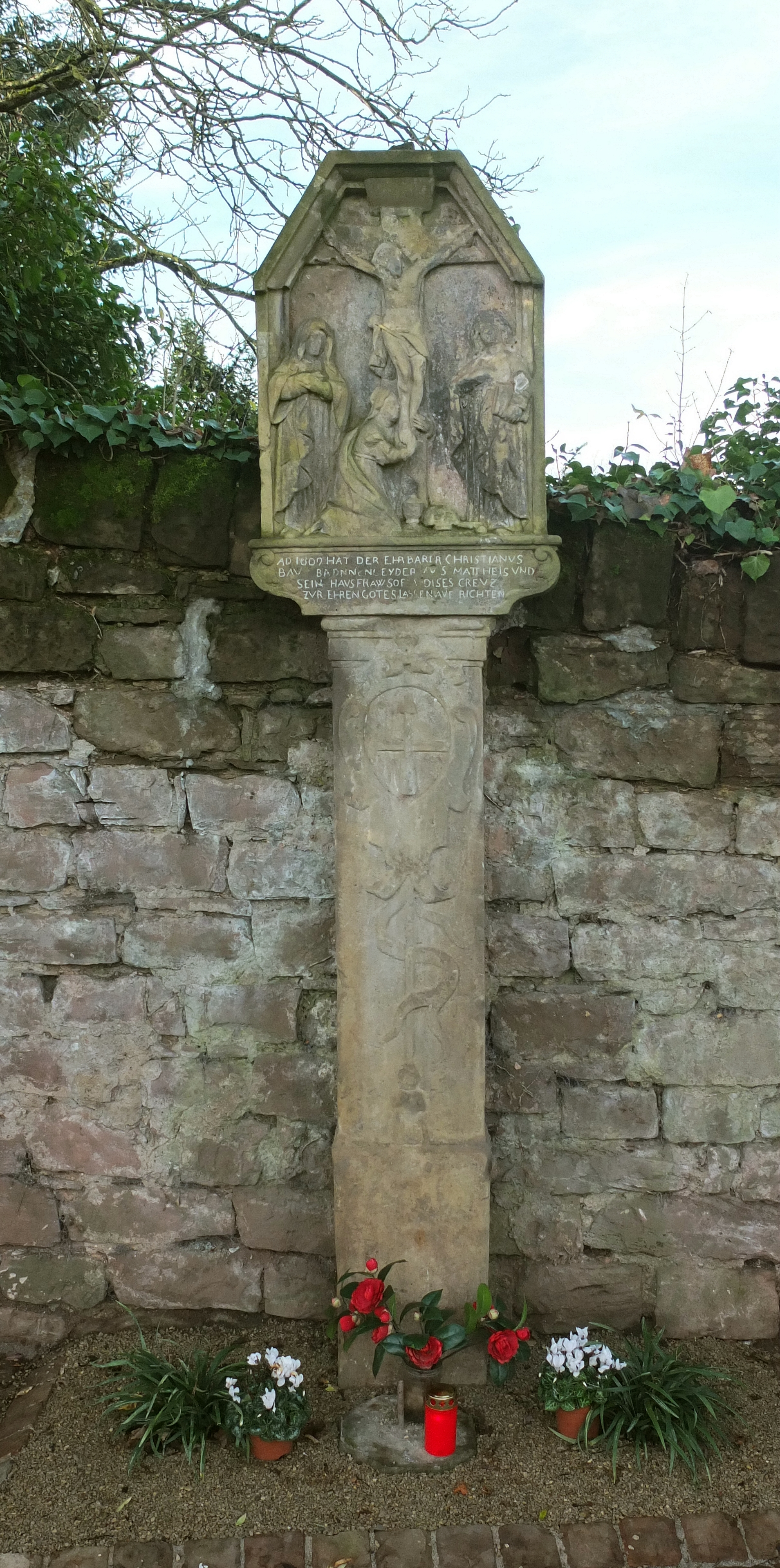
Schammat-Kreuz (1669)
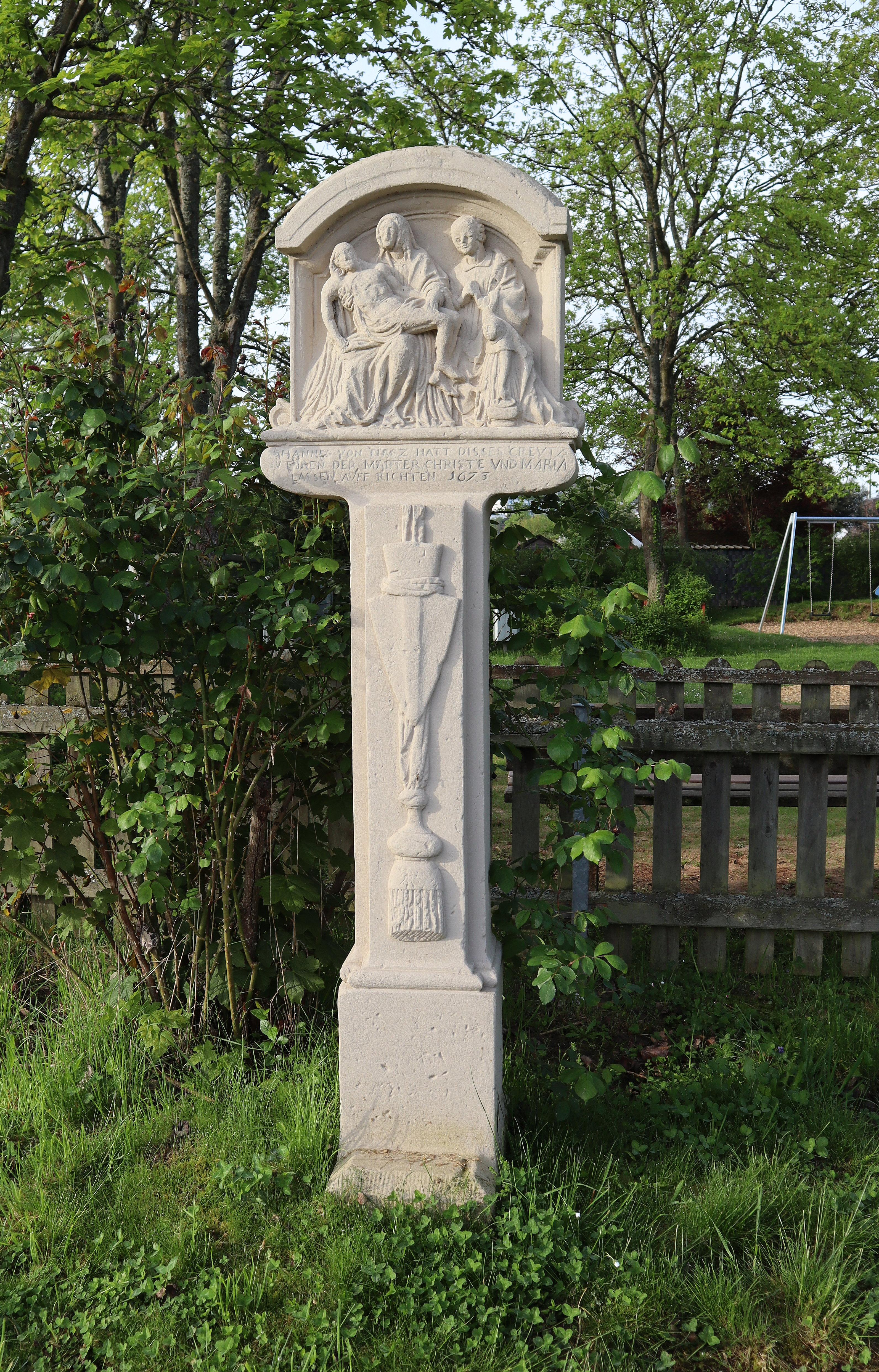
Bildstock (1673)
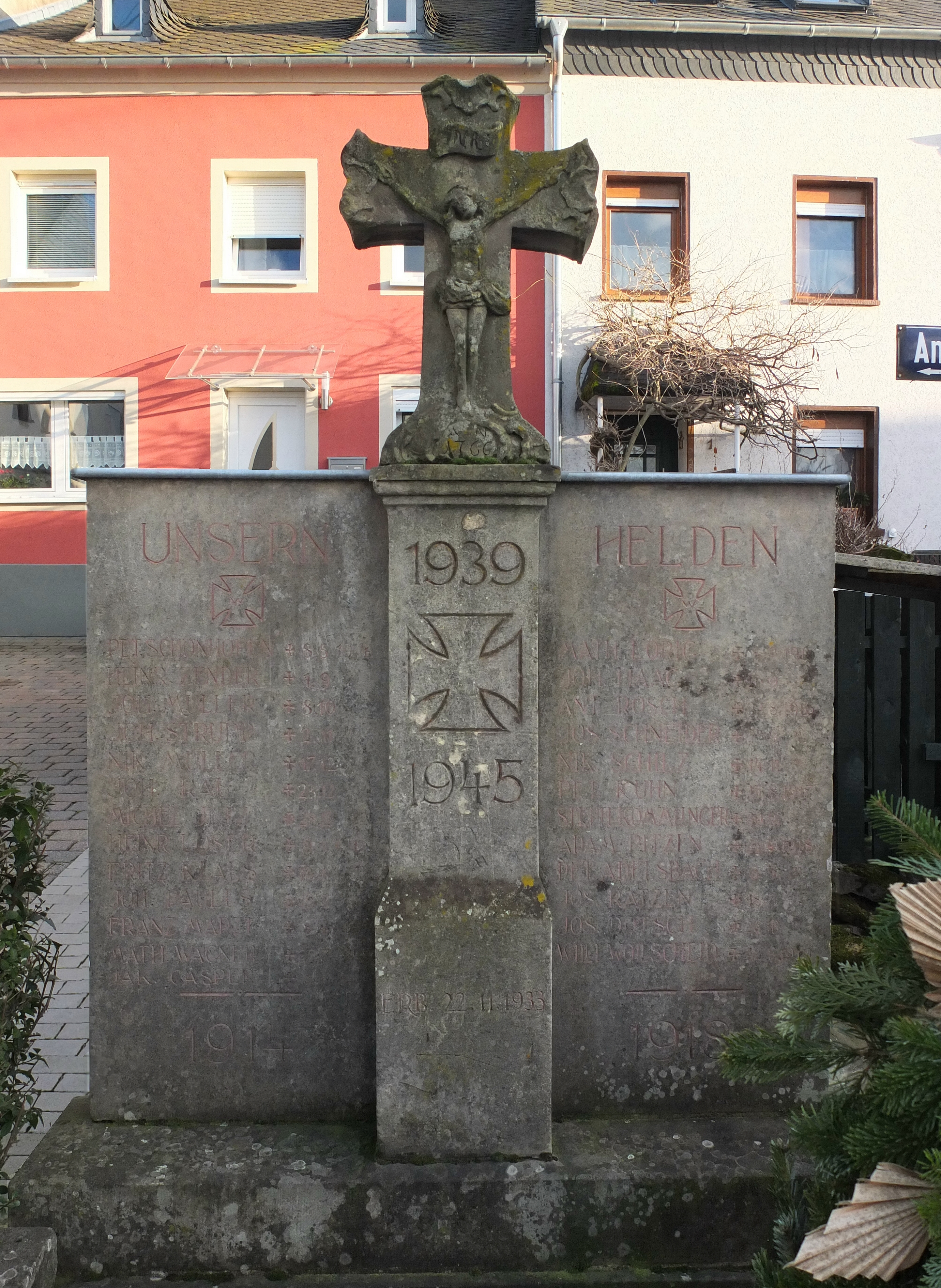
Wegekreuz (1766) und Kriegerdenkmal
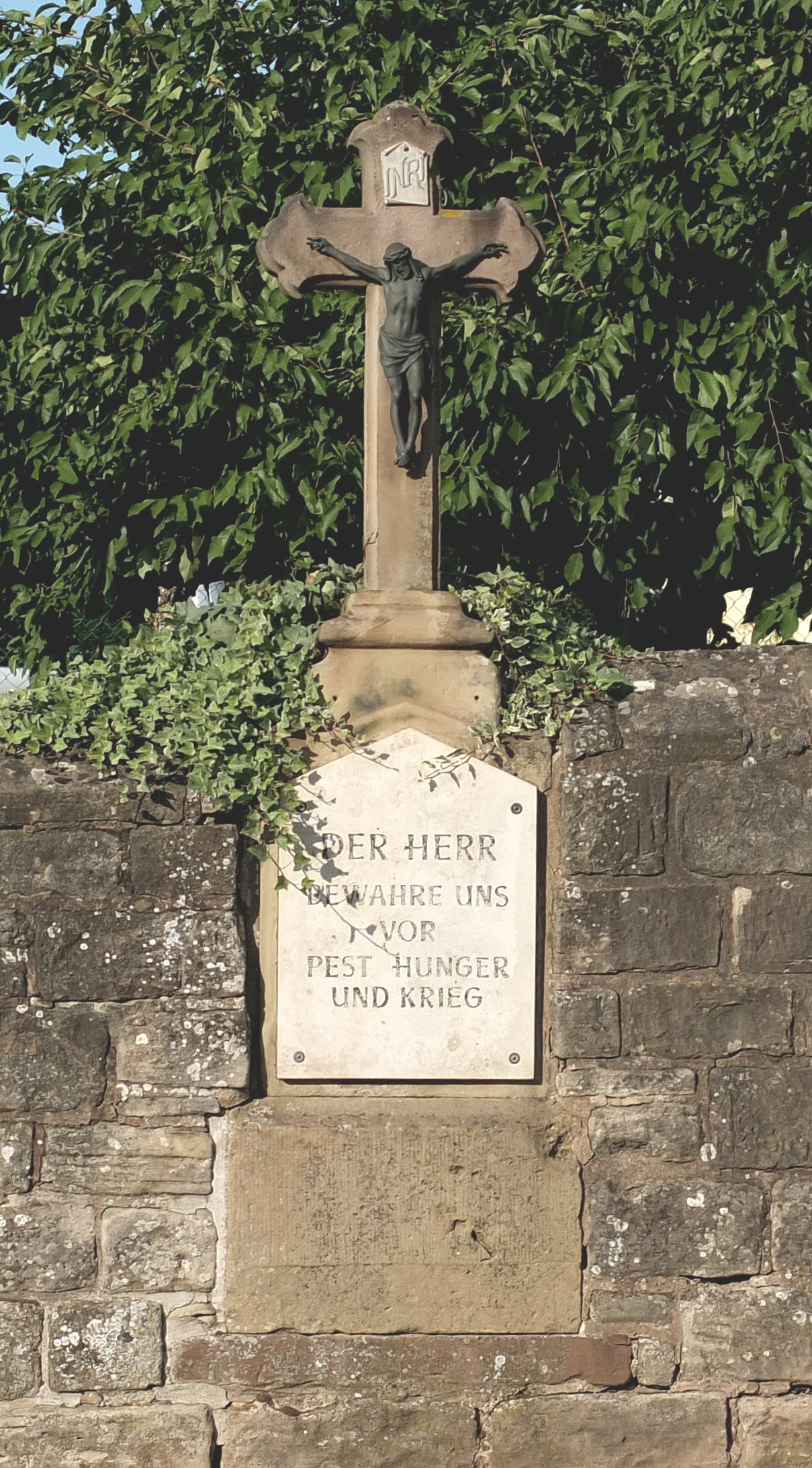
Pestkreuz (ca. 1872)

### Hochbunker

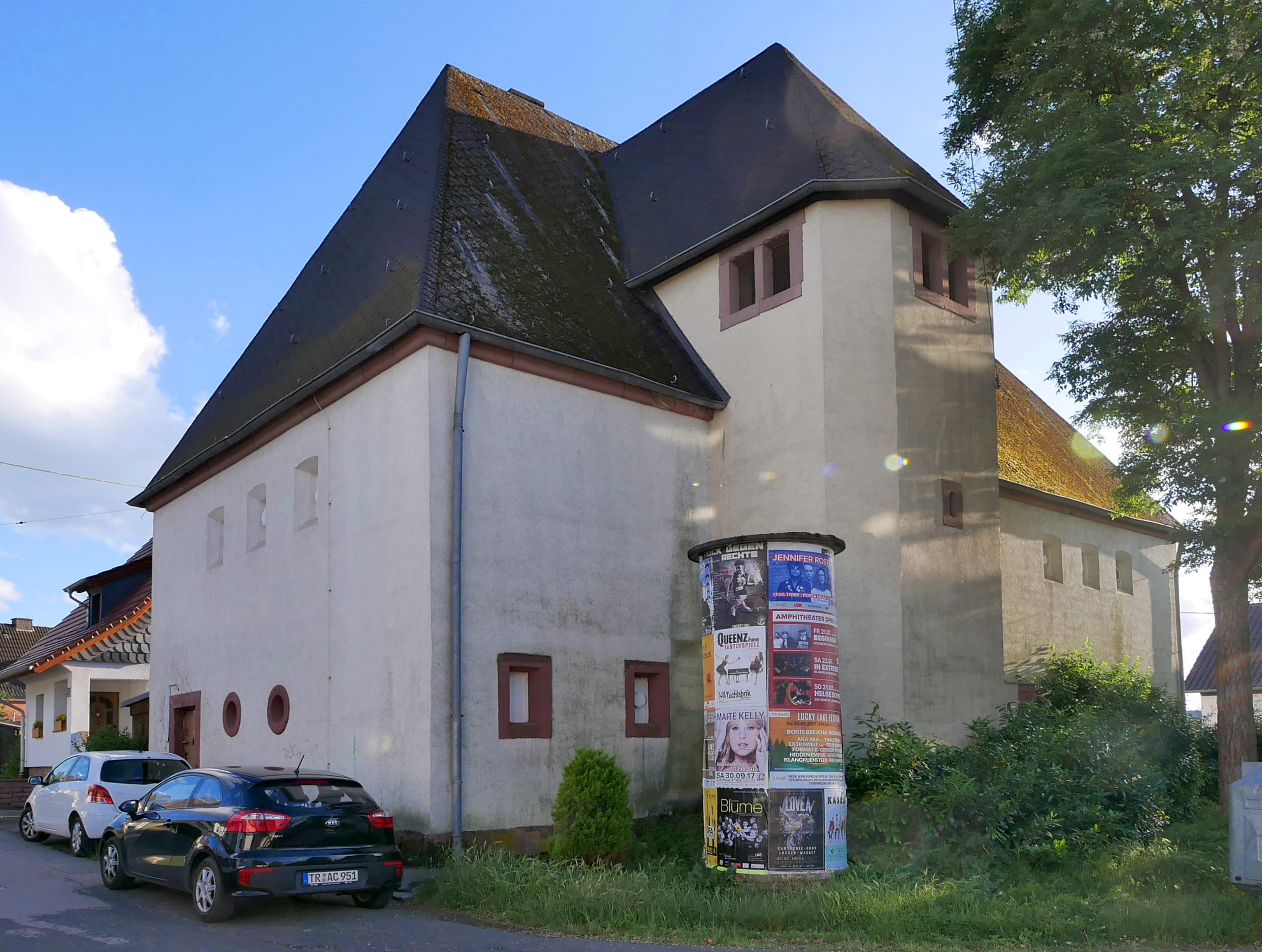
Der Hochbunker in Feyen

Einer der sieben Bunkerbauten, die infolge des im Herbst 1940 reichsweit verordneten Bunkerbaus zum Schutz der Zivilbevölkerung im Trierer Stadtgebiet nach Plänen des Städtischen Hochbauamtes unter Heinrich Otto Vogel errichtet wurden, steht an der Einmündung der Straße Am Bildstock in die Straße Im Hofacker.
Der Hochbunker ist zweigeschossig mit hohem Walmdach und vorspringendem turmartigen Treppenhaus mit eigenem Walmdach.
Wie die anderen beiden Hochbunker in der Thyrsusstraße (Trier-Nord) und Augustinerhof wurde dieser Hochbunker entsprechend mit historisierenden Einzelelementen versehen, so Sockelplatten, Umrahmungen der Öffnungen (fensterartige Blenden um die kreisrunden Luftlöcher) und karniesförmiges Traufgesims in rotem Sandstein.
Der Hochbunker, ein Mahnmal gegen den Faschismus, ist ein Zeugnis der zynischen Politik der Nationalsozialisten, die einerseits mit der gefälligen Gestaltung des Bauwerks die Bevölkerung beruhigen wollte, andererseits fest mit der Kriegsgefahr für die eigene Bevölkerung rechnete.:290

### Südbad

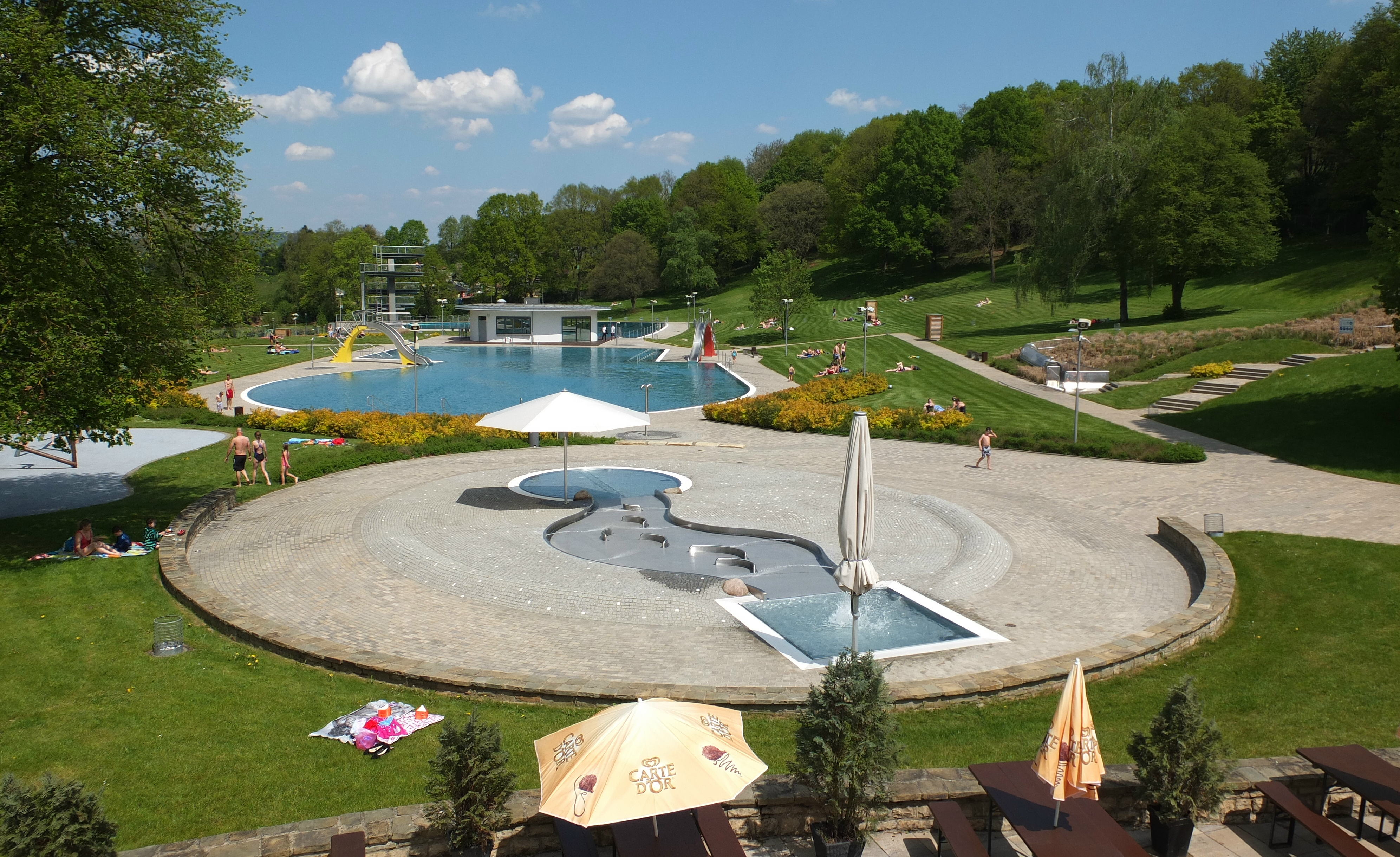
Das Südbad

Das Südbad wurde zwischen 1956 und 1957 am Südrand der Stadt, oberhalb der Mattheiser Weiher, angelegt. Es ist, neben dem Nordbad in Trier-Nord, eines der beiden städtischen Freibäder; die dritte städtische Badeanstalt ist das Bad an den Kaiserthermen (umgs. „das Hallenbad“), in Trier-Süd.
Am 16. Juni 1957 strömten rund 2000 Besucher in das Südbad, als dieses mit Schwimmwettkämpfen, Turmspringen und Wasserballspielen feierlich eröffnet wurde. Diese Begeisterung hält bis zum heutigen Tag an: Mit über 5000 Besuchern an Spitzentagen und bis zu 100.000 Badegästen pro Saison ist es nach wie vor sehr beliebt. Der Besucherrekord wurde am 19. August 2012 mit 6721 Badegästen aufgestellt.
Die 30.000 m² einnehmende Anlage am östlichen Uferhang des Aulbaches, dessen Lauf für die Anlage des Südbades nach Westen verschoben wurde, ist nach den Plänen des Trierer Architekten Gerold Dietrich und des niedersächsischen, auf Bäder spezialisierten Landschaftsarchitekten Klaus Karnitz gebaut worden.
Im Süden befindet sich ein eingeschossiges, zum Bad hin zweigeschossiges Eingangsgebäude mit Empfangshalle, Umkleide- und Duschkabinen und Gastronomiebereich, rechtwinklig abknickend ist die Hausmeisterwohnung. Die mit vier dünnen Rundstützen und leicht ansteigender Decke zum Bad hin vollständig als Fensterwand geöffnete Eingangshalle zeigt typische Gestaltungsmerkmale der Architektur der 1950er Jahre. Als ursprünglicher Bodenbelag existierten beigefarbene und gelbe Zementfliesen, an der Wand ein Reliefbild mit Trierer Motiven.
Über eine Freitreppe wird der Bassinbereich erreicht, der aus zwei großen, unregelmäßig geformten Becken besteht, dem Nichtschwimmerbecken (1200 m²) mit zwei an einer Einengung einander gegenüberliegenden Rutschen und 25-Meter-Bahnen und dem Schwimmerbecken mit 50-Meter-Bahnen und dem parabelförmigen Sprungturm aus Stahlbeton als baulicher Mittelpunkt der Anlage mit 3-, 5-, 8- und 10-Meter-Brett. Unter diesem Sprungturm befindet sich, das abfallende Gelände ausnutzend, das Technikgeschoss mit Wasseraufbereitungsanlagen und Toiletten.:290 An der Ostseite des Nichtschwimmerbeckens ist nach der Generalsanierung 2008 bis 2010 eine weitere Rutsche von 78 Meter Länge und eigenem Auslauf entstanden. Die Wasserbecken haben zusammen eine Fläche von 2370 m² und fassen rund 6000 m³ Wasser.
Um die Becken herum finden sich weite, terrassenförmig angelegte Liegewiesen mit einzelnen Baumgruppen, die äußere Begrenzung bilden hohe Gehölze.
Das Besondere am Südbad ist auch sein Betrieb als Public-private-Partnership (PPP) zwischen Stadt und Privatwirtschaft. Ein österreichisches Unternehmen hat mit der Sanierung den Betrieb des Bades übernommen. Bis 2035 trägt es dafür Sorge, das Bad in enger Abstimmung mit der Stadt dauerhaft instand zu halten und es zu finanzieren. Hierfür erhält das Unternehmen von der Stadt ein fest kalkuliertes Entgelt.
Da das gesamte Areal als Denkmalschutzzone ausgewiesen ist, stellte die umfangreiche Generalsanierung in den Jahren 2008 bis 2010 eine besondere Herausforderung dar. In seiner Gesamtheit ist das Südbad trotz seiner klaren Reduzierung ein herausragendes und in seltener Vollständigkeit erhaltenes Beispiel einer Freibadanlage der 1950er Jahre in der Bundesrepublik Deutschland.